# John Button
John Button (East London; 27 de julio de 1943-Mediodía francés; 12 de enero de 2014) fue un piloto británico de rallycross y padre del campeón de la temporada 2009 de Fórmula 1, Jenson Button. Sus mejores resultados generales fueron ambos en 1976, como subcampeón en los campeonatos Embassy/RAC-MSA British Rallycross y TEAC/Lydden Rallycross.

## Biografía y carrera deportiva

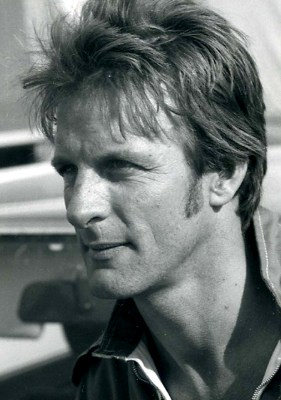
John Button en 1978.

Button nació el 27 de julio de 1943 en Londres. Durante la década de 1970, se hizo conocido en el Reino Unido por su llamado (debido a su llamativa pintura) Colorado Beetle Volkswagen con un motor de 2.1 litros. Más tarde compitió con menos éxito durante un par de años en un Volkswagen Golf I con motor de 1,9 litros, gestionado por su propio concesionario VW-Audi y taller de tuning Autoconti de Trowbridge en Wiltshire.
John Button creó Rocket Motorsport cuando su hijo Jenson comenzó a andar en karting y ha ganado once campeonatos de karting junior. El rendimiento de sus motores Rocket en la clase Cadet ayudó a muchos jóvenes prometedores, entre ellos Lewis Hamilton.
Button, a quien su hijo apodaba «Papá Pitufo», ganó mucho tiempo en el aire durante la cobertura de Fórmula 1 en 2009 (particularmente en la BBC) cuando Jenson ganó seis de las primeras siete carreras de la temporada.
Hasta su muerte, Button asistió a todos los Grandes Premios de la carrera de su hijo, excepto al Gran Premio de Brasil de 2001, cuando no pudo hacerlo debido a una enfermedad.

## Fallecimiento
Button murió a la edad de 70 años en su casa en el sur de Francia por una presunta lesión en la cabeza el 12 de enero de 2014, aunque las circunstancias exactas no están completamente establecidas. Había salido a cenar con Richard Goddard (el gerente de Button) y se detuvo para tomar una copa en el bar La Rascasse. En algún momento, Button dejó el bar por su cuenta, y no fue hasta la noche del día siguiente, cuando Goddard se preocupó por las repetidas llamadas perdidas, que decidió ver cómo estaba Button en su casa. Al llegar, Goddard encontró las llaves en la puerta de la casa. Al entrar, Goddard encontró el cuerpo de Button en los escalones que conducían a la casa.
La secuencia de eventos más probable es que en algún momento entre dejar el bar y su automóvil, Button se cayó y se golpeó la cabeza. Luego llegó a casa y se encerró fuera de la casa cuando la puerta se cerró detrás de él con sus llaves aún afuera. Incapaz de ingresar a la casa ya que la puerta solo podía abrirse desde el interior de la casa, se cree que mientras intentaba ingresar se resbaló y cayó nuevamente, golpeándose la cabeza por segunda vez, esta vez fatalmente.
En memoria del difunto John Button, los organizadores del Retro Rallycross Challenge en 2015 crearon el llamado John Button Memorial Trophy, que es el premio anual otorgado al «Piloto Retro Rallycross del año».